# Waiporia modica
Waiporia modica là một loài nhện trong họ Orsolobidae.
Loài này thuộc chi Waiporia. Waiporia modica được Raymond Robert Forster miêu tả năm 1956.